# Dialypetalum
Dialypetalum é um género botânico pertencente à família Rubiaceae.